# San Julián de Vilatorta
San Julián de Vilatorta (oficialmente y en catalán, Sant Julià de Vilatorta) es un municipio y localidad española de la provincia de Barcelona, en Cataluña. Situado en la comarca de Osona, el término municipal incluye también la población de Vilalleons.

## Historia

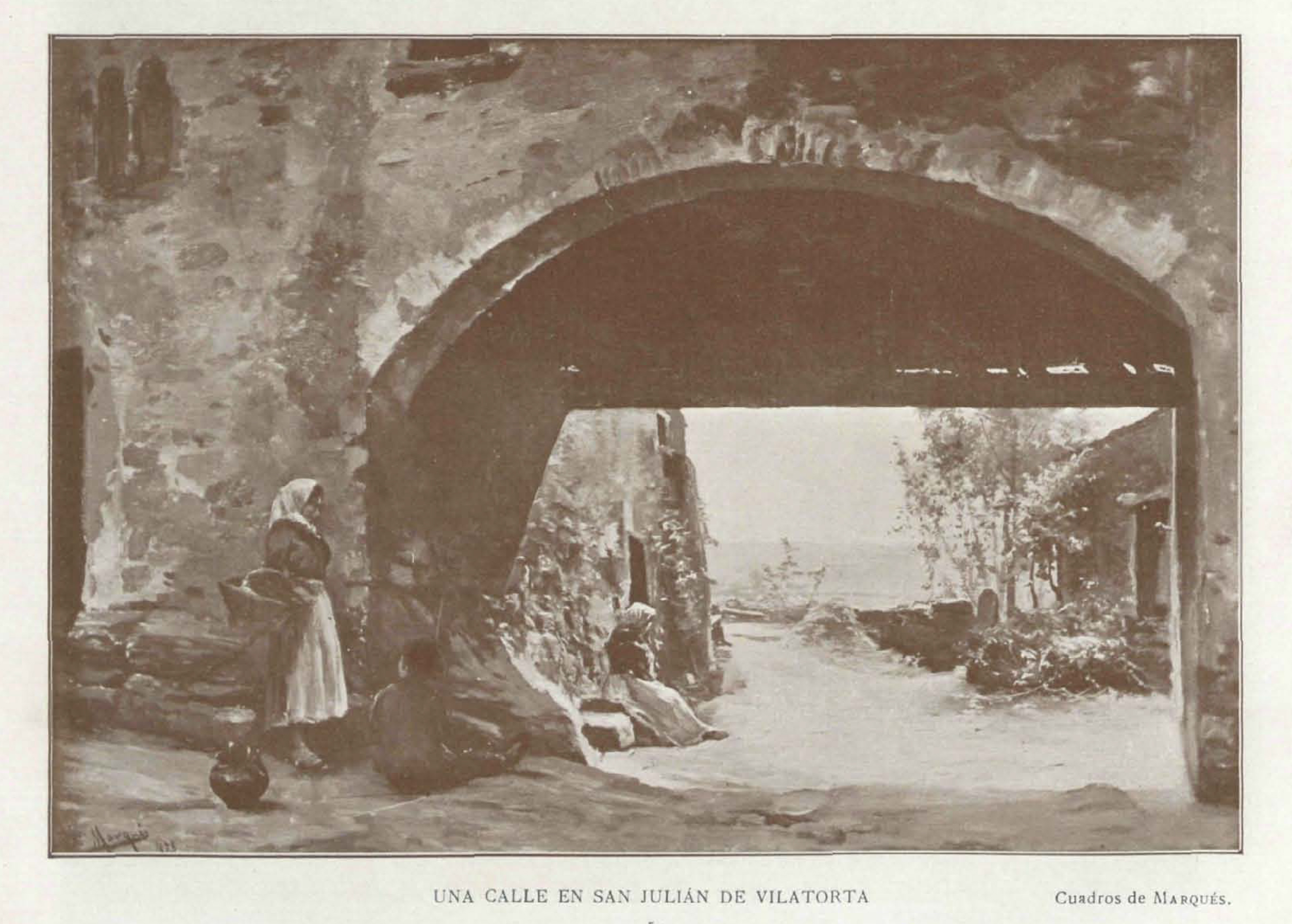
«Una calle en San Julián de Vilatorta» por J. Mª Marqués (c. 1906)

La iglesia de San Julián de Vilatorta aparece documentada por primera vez en el año 910. A principios del siglo XX se convirtió en lugar de veraneo y surgieron numerosas casas de segunda residencia, muchas de ellas de estilo modernista.
En 1941 el municipio se anexionó la población de Vilalleons.

## Demografía
San Julián de Vilatorta cuenta con una población de 3297 habitantes (INE 2024).
| Gráfica de evolución demográfica de San Julián de Vilatorta entre 1950 y 2021 |
| |
| Población de derecho según los censos de población del INE. Población de hecho según los censos de población del INE.En estos censos se denominaba San Julián de Vilatorta: 1950, 1960, 1970 y 1981. Entre el censo de 1950 y el anterior, aparece este municipio porque se fusionan los municipios Vilalleons y Vilatorta. |

| 1900 | 1930 | 1950 | 1970 | 1981 | 1986 | 2006 | 2018 |
| ---- | ---- | ---- | ---- | ---- | ---- | ---- | ---- |
| 941  | 1061 | 1265 | 1368 | 1518 | 1721 | 2809 | 3096 |

## Comunicaciones
Se halla cercano a la carretera C-25 (Eix Transversal) de Gerona a Cervera y a la N-141.

## Economía
Agricultura de secano y ganadería. Pequeñas industrias y turismo. Urbanizaciones de segunda residencia.

## Lugares de interés

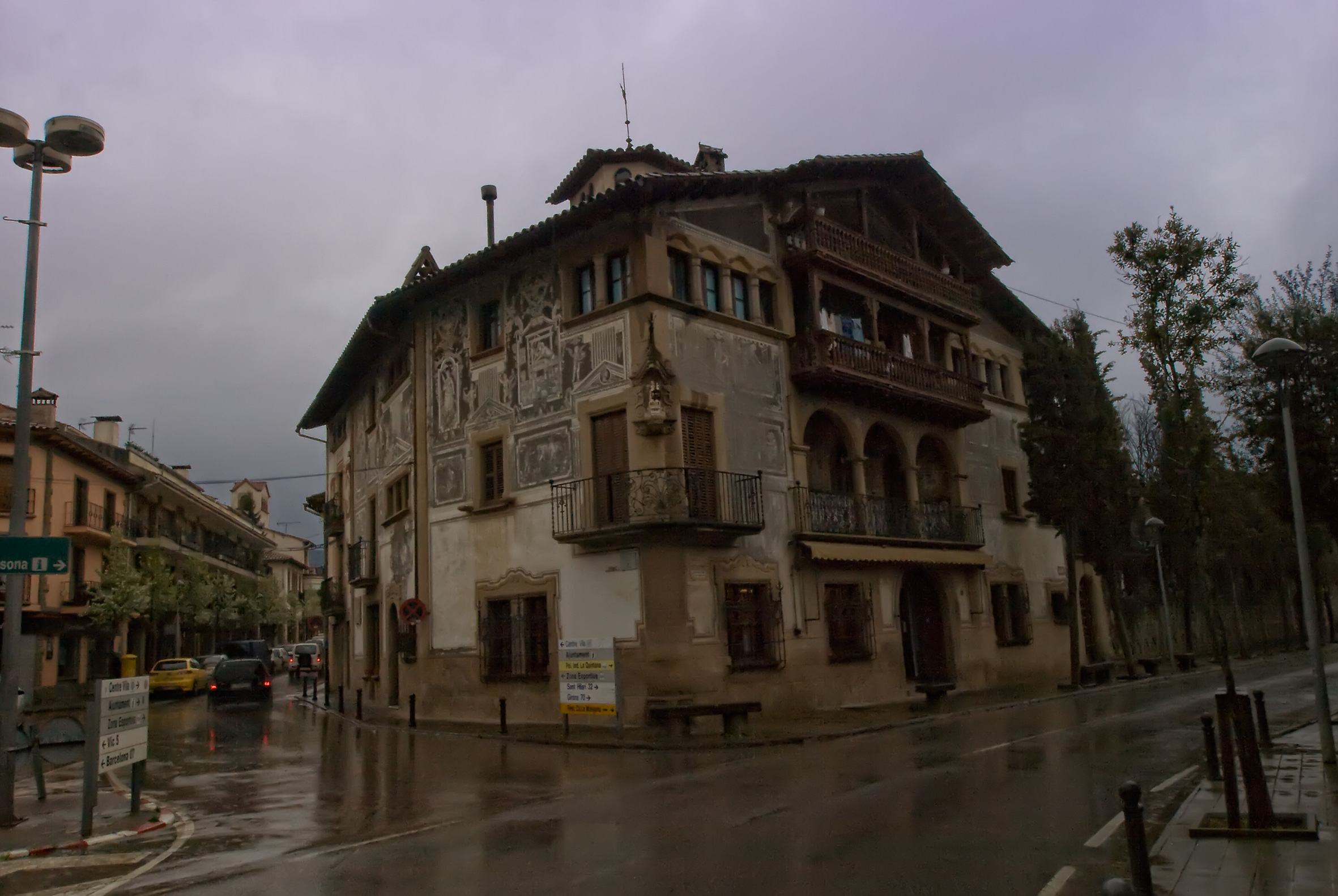
Casal Núria de estilo modernista

- Iglesia de San Julián de Vilatorta, de origen románico.
- Iglesia de Santa María de Vilalleons, de estilo románico, con retablos góticos.
- Santuario de Puiglagulla, del siglo XVII, con retablos barrocos.
- Monasterio de Sant Llorenç del Munt.
- Colegio del Rosario, de principios del siglo XX, de estilo modernista.

## Yacimientos arqueológicos y paleontologicos
- Cánoves. Yacimiento paleontològico del eoceno en el que el año 2004 se describió la nueva especie de equinodermo Calzadaster Friasi, del que actualmente solo se conoce el Holotipo conservado en el Museo de geología del seminario de Barcelona i dos paratipos en una colección privada de Amer.[6]

## Hijos ilustres
- Marcelino Moreta (1909-2004), industrial y político.
- Ferran Jutglà (1999-actualidad), futbolista.